# 비오리카 던칠러

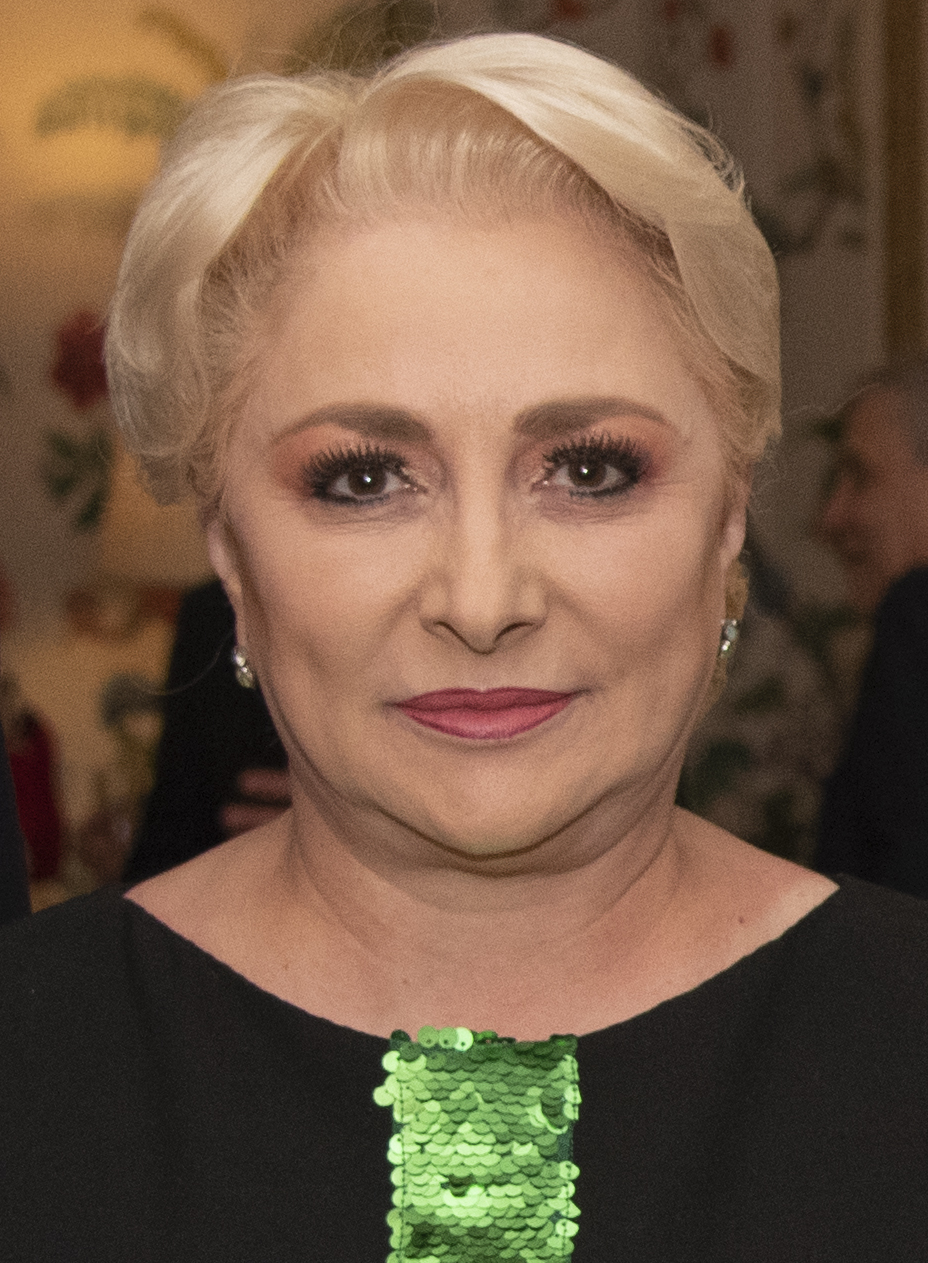
비오리카 던칠러(2019년)

바실리카 비오리카 던칠러(루마니아어: Vasilica Viorica Dăncilă, 1963년 12월 16일~ )는 루마니아의 정치인이다. 그녀는 2018년 1월 29일부터 2019년 11월 4일까지 루마니아의 제67대 총리를 재직했다.

## 생애
그녀는 루마니아 텔레오르만주 로시오리데베데 출신이자 최초의 여성 총리이다. 2014년 사회민주당 소속으로 유럽 의회 의원 재선에 성공했으며, 2015년부터 2018년까지 사회민주여성기구(OFSD) 의장을 지낸 바 있다.
1996년 이래 텔레오르만주의 사회민주당 당원이며, 수년 간 당·지역 행정 업무를 맡아왔다. 2009년 유럽 의원으로 당선되기 전까지 지방·주의회 의원을 지냈으며, 당 지역단체 의장, 루마니아 사회민주당 텔레오르만주 부위원장, OFSD 텔레오르만주 의장 등을 지냈다. 정계 입문 이전에는 비델레에서 산업고등학교 교사로 일했으며, 후에는 페트롬 SA에서도 일했다.

## 역대 선거 결과
| 선거명      | 직책명            | 대수 | 정당       | 1차 득표율 | 1차 득표수  | 2차 득표율 | 2차 득표수  | 결과 | 당락 |
| ----------- | ----------------- | ---- | ---------- | ---------- | ----------- | ---------- | ----------- | ---- | ---- |
| 2019년 선거 | 루마니아의 대통령 | 6대  | 사회민주당 | 22.26%     | 2,051,725표 | 34.12%     | 3,334,466표 | 2위  | 낙선 |